# 프레데터: 죽음의 땅
《프레데터: 죽음의 땅》(영어: Predator: Badlands)은 2025년 개봉 예정인 미국의 SF 액션 영화이다. 댄 트랙턴버그가 감독과 공동각본을 맡았으며, 영화 《프레데터》 시리즈의 여덟 번째 작품이다.